# Edvardas Žakaris
Edvardas Žakaris (ur. 25 maja 1952 w Pojegach) – litewski polityk i nauczyciel, poseł na Sejm.

## Życiorys
W 1971 ukończył szkołę średnią w Kielmach, w 1985 ekonomię na Litewskiej Akademii Rolniczej, a w 1988 studia z zakresu nauczania niewidomych w Szawelskim Instytucie Pedagogicznym. Od 1973 do 1983 pracował jako nauczyciel w szkole średniej w Kielmach, w latach 1984–1989 przewodniczył rejonowemu oddziałowi Litewskiego Związku Niewidomych i Niedowidzących, a w latach 1992–2004 stał na czele tej organizacji w Szawlach.
Był członkiem Komunistycznej Partii Litwy, od 1987 do 1990 był radnym w Kielmach, następnie do 1995 w Szawlach. W 1999 wstąpił do Litewskiej Partii Socjaldemokratycznej. W latach 2000–2004 był radnym rejonu szawelskiego, do 2003 wchodził w skład władz wykonawczych.
W wyborach w 2004 i w 2008 był wybierany do Sejmu Republiki Litewskiej. W 2012 po raz trzeci z rzędu uzyskał mandat poselski z ramienia socjaldemokratów. W Sejmie zasiadał do 2016; w 2019 został wybrany na radnego Szawli (reelekcja w 2023).